# Unicorn Academy
Unicorn Academy è una serie animata canadese, prodotta da Spin Master Entertainment in collaborazione con Mainframe Studios e pubblicata su Netflix il 2 novembre 2023.
La serie è basata sull'omonima collana di libri per bambini scritta da Julie Sykes.

## Trama
Sophia è una ragazza che vive in un ranch in California con sua madre Marta e suo fratello minore Marco. Un giorno le viene recapitato a casa un invito di partecipazione alla Nuncior Academy, accademia per futuri cavallerizzi. Sophia allora si ricorda dei bei momenti vissuti con suo padre, Miles, che a sua volta aveva frequentato una scuola di equitazione e che le manca da ormai cinque anni. La madre accetta la sua partecipazione, ricordandole come suo padre dicesse sempre che un giorno sarebbe stata destinata a vivere avventure straordinarie.
Il giorno seguente la ragazza si reca al molo per imbarcarsi verso l'accademia, ma ben presto si accorge come non si tratti di un semplice battello, avendo esso preso il volo verso una terra sconosciuta.
Una volta atterrata incontra Fernakus, un dwerpin facchino che la scorta verso l'accademia. Proprio durante il tragitto, anagrammando la parola Nuncior, Sophia scopre di non trovarsi in una normale accademia di equitazione, bensì alla prestigiosa Unicorn Academy, scuola per unicorn riders, dove si cavalcano unicorni e che si trova in un'isola chiamata Unicorn Island.
Qui Sophia fa rapidamente amicizia con Ava ed altri quattro ragazzi: Layla, Isabel, Rory e Valentina, destinati anch'essi a divenire degli unicorn riders. Una sera, leggendo un libro magico, scoprono che a Unicorn Island non è sempre regnata la pace, venendo a conoscenza della storia di Ravenzella, regina di Grimoria, e di come tempo fa abbia tentato di conquistare Unicorn Island ma sia stata fermata da un coraggioso unicorn rider.
I ragazzi la mattina seguente sono chiamati ad avventurarsi nei boschi che circondano l'accademia per incontrare i loro unicorni assegnati dalle Fate del Fato, creature simili a farfalle che popolano Unicorn Island. Sophia fatica a trovare il suo unicorno e decide, disobbedendo alle raccomandazioni di Ms. Primrose, la direttrice dell'accademia, di spingersi al di là del Muro di Pietra Lucente, finendo per trovarsi in pericolo e venendo salvata da un unicorno, Wildstar, che è anche quello a lei destinato. Tuttavia, avendo disobbedito alle disposizioni, Sophia rischia di non essere ammessa e così decide di recarsi nel giardino dell'accademia, dove nota con stupore una statua raffigurante suo padre. Ms. Primrose le racconta come suo padre, esperto unicorn rider, cinque anni prima abbia combattuto contro Ravenzella e la Magia Cupa, sacrificando se stesso nel tentativo di salvare Unicorn Island, e di come l'unicorno Wildstar fosse anche il suo.
Sophia viene ammessa all'accademia e si tiene una cerimonia di iniziazione nella quale vengono consegnate ai nuovi studenti le divise da unicorn rider. Nei giorni seguenti vengono organizzate diverse attività con l'obiettivo di perfezionare il legame tra cavalieri ed unicorni, nelle quali tuttavia Sophia e Wildstar faticano a trovare un'intesa.
Una sera Fernakus, che si rivelerà successivamente fare il doppio gioco per conto di Ravenzella, riferisce di come Wildstar sia scomparsa ed abbia visto portarla alle Miniere di Cristallo, dove Ravenzella è tenuta prigioniera. Sophia ed Ava, ben presto raggiunte anche da Layla, Rory e dai loro unicorni, decidono così di partire per liberarla. Il gruppo riesce nell'impresa, ma nel frattempo Ravenzella fugge e si dirige verso l'accademia con l'obiettivo di conquistarla. Viene così ingaggiata una battaglia epica, alla quale si uniscono anche Isabel e Valentina con i loro unicorni, che culmina con la sconfitta di Ravenzella, pietrificata da Sophia e Wildstar al Lago Luminoso.

## Episodi

### Prima stagione
La prima stagione è stata rilasciata per la visione in streaming su Netflix il 2 novembre 2023. È stata originariamente resa disponibile in 30 lingue, italiano incluso.
| Nº    | Titolo originale     | Titolo italiano              | Durata | Data di rilascio |
| ----- | -------------------- | ---------------------------- | ------ | ---------------- |
| 1 101 | Unicorn Academy      | Unicorn Academy              | 72 min | 2 novembre 2023  |
| 2 102 | The Hidden Temple    | Il tempio segreto            | 23 min | 2 novembre 2023  |
| 3 103 | The Race             | La gara                      | 23 min | 2 novembre 2023  |
| 4 104 | The Book of Grim     | Il libro della Magia Cupa    | 23 min | 2 novembre 2023  |
| 5 105 | Under Starglow Lake  | Sotto il Lago Luminoso       | 23 min | 2 novembre 2023  |
| 6 106 | The Vision Pool      | La Laguna delle Visioni      | 23 min | 2 novembre 2023  |
| 7 107 | The Broken Gem       | La Gemma Spezzata            | 23 min | 2 novembre 2023  |
| 8 108 | Ravenzella's Revenge | La vendetta di Ravenzella    | 23 min | 2 novembre 2023  |
| 9 109 | Mended Hearts        | Ripara il tuo cuore spezzato | 23 min | 2 novembre 2023  |

### Seconda stagione
La seconda stagione è stata rilasciata per la visione in streaming su Netflix il 27 giugno 2024.
| Nº     | Titolo originale       | Titolo italiano          | Durata | Data di rilascio |
| ------ | ---------------------- | ------------------------ | ------ | ---------------- |
| 1 201  | Under the Fairy Moon   | Sotto la Luna fatata     | 46 min | 27 giugno 2024   |
| 2 202  | Year of the Unicorn    | L'anno dell'Unicorno     | 23 min | 27 giugno 2024   |
| 3 203  | Star Showers           | Pioggia di stelle        | 23 min | 27 giugno 2024   |
| 4 204  | Wildstar's Dream       | Il sogno di WIldstar     | 23 min | 27 giugno 2024   |
| 5 205  | Legacies               | Ex alunni                | 23 min | 27 giugno 2024   |
| 6 206  | Mounting Pressure      | Pressione in aumento     | 23 min | 27 giugno 2024   |
| 7 207  | The wrong crowd        | Cattive compagnie        | 23 min | 27 giugno 2024   |
| 8 208  | The Final Test: Part 1 | La prova finale: Parte 1 | 23 min | 27 giugno 2024   |
| 9 209  | The Final Test: Part 2 | La prova finale: Parte 2 | 23 min | 27 giugno 2024   |
| 10 210 | Grimoria's Return      | Riappare Grimoria        | 23 min | 27 giugno 2024   |

## Personaggi

### Protagonisti
| Unicorn rider    | Unicorno |
| ---------------- | -------- |
| Sophia Mendoza   | Wildstar |
| Ava Banji        | Leaf     |
| Layla Fletcher   | Glacier  |
| Isabel Armstrong | River    |
| Rory Carmichael  | Storm    |
| Valentina Furi   | Cinder   |

Sophia
Voce: Sara Garcia (originale), Martina Tamburello (in italiano)
Nome completo Sophia Mendoza, è la quattordicenne protagonista della serie. Si distingue per il suo carattere ribelle e il voler far sempre le cose a modo suo, anche a costo di infrangere le regole. Stringe un legame con l'unicorno Wildstar, precedentemente appartenuto a suo padre, che possiede la magia della luce.
Ava
Voce: Sadie Laflemme-Snow (originale), Elisa Giorgio (in italiano)
Nome completo Ava Banji, è gentile e solare, cerca sempre di trovare il lato positivo della situazione e di fare amicizia con tutti, divenendo in particolare la migliore amica di Sophia. Stringe un legame con l'unicorno Leaf, che ha i poteri della natura.
Layla
Voce: Kamaia Fairburn (originale), Chiara Leoncini (in italiano)
Nome completo Layla Fletcher, è l'intelligente del gruppo, brillante specialmente in tutto ciò che riguarda la conoscenza sui libri magici. Stringe un legame con l'unicorno Glacier, che possiede i poteri del ghiaccio.
Isabel
Voce: Gabriella Kosmidis (originale), Valentina Pallavicino (in italiano)
Nome completo Isabel Armstrong, è la sportiva del gruppo, sa cavalcare da sempre e vorrebbe continuamente mettersi alla prova con nuove sfide. Stringe un legame con l'unicorno River, che ha i poteri dell'acqua.
Rory
Voce: Kolton Stewart (originale), Andrea Colombo Giardinelli (in italiano)
Nome completo Rory Carmichael, è l'unico ragazzo del gruppo ed è sempre pronto a fare scherzi, dimostrando tuttavia grande lealtà non tirandosi mai indietro nei momenti del bisogno. Stringe un legame con l'unicorno Storm, che è in grado di controllare il clima.
Valentina
Voce: Kari Wong (originale), Laura Cherubelli (in italiano)
Nome completo Valentina Furi, è la vanitosa del gruppo, ha un carattere esuberante e vorrebbe sempre essere la migliore in tutto, spesso sfidandosi con Isabel. Stringe un legame con l'unicorno Cinder, che possiede i poteri del fuoco.

### Antagonisti
Ravenzella
Voce: Jennifer Hale (originale), Beatrice Caggiula (in italiano)
Regina di Grimoria, e principale antagonista della prima stagione, cerca di impossessarsi della magia cupa per conquistare Unicorn Island.
Crimsette
Voce: Ana Sani (originale), Giulia Maniglio (in italiano)
Assistente di Ravenzella, è avida e spregiudicata.
Ash
Voce: Ian Ronningen (originale), Pietro Ubaldi (in italiano)
Orco assistente di Ravenzella, è imbranato e finisce sempre per non essere di grande aiuto.
Lazul
Voce: Deven Mack (originale), Mattia Bressan (in italiano)
Principale antagonista della seconda stagione.

### Ricorrenti
Ms. Evelyn Primrose
Voce: Rosemary Dunsmore (originale), Elda Olivieri (in italiano)
È la direttrice dell'Unicorn Academy.
Ms. Furi
Voce: Mayko Nguyen (originale), Ilaria Silvestri (in italiano)
È segretaria all'Unicorn Academy, nonché la zia di Valentina.
Fernakus
Voce: Paul Van Dyck (originale), Paolo De Santis (in italiano)
Assistente all'Unicorn Academy, è codardo e fa inizialmente il doppio gioco alleandosi con Ravenzella.

## Produzione
La serie è interamente realizzata in computer grafica avvalendosi di software tra cui Maya e ZBrush.

## Musiche
La colonna sonora è stata prodotta dallo studio Vapor Music di Toronto.
| Titolo originale     | Titolo italiano      | Compositore                  | St. |
| -------------------- | -------------------- | ---------------------------- | --- |
| Follow Your Heart    | Segui Il Tuo Cuore   | Tyler Tsang                  | I   |
| There's A Light      | C'è Una Luce         | Brendan Quinn, Kasey Brown   | I   |
| When I Break Free    | La Libertà           | Brendan Quinn, Ryan Chalmers | I   |
| Under the Fairy Moon | Sotto la Luna fatata | Brendan Quinn, Ryan Chalmers | II  |
| Better with Two      | Più bella con Te     | Brendan Quinn, Ryan Chalmers | II  |

## Sigla
Le sigle iniziali e finali sono un adattamento del brano Follow Your Heart.